# 水牛城野牛 (球員聯盟)
水牛城野牛（英語：Buffalo Bisons）是一支19世紀的美國職棒球隊。球隊成立於1890年，在球員聯盟短短打了一年後便迅速解散。名人堂選手康尼·馬克不僅是裡面的球員，同時還是球隊老闆。他在1890年繳出2成66的打擊率。傳奇的耳聾外野手達米·霍伊也在這年效力於野牛隊。
當時的小聯盟也有一支球隊名叫水牛城野牛，結果球員聯盟的野牛隊不但在未獲得許可的情況下使用野牛隊這個隊名，還獲得奧林匹克公園整個賽季的使用租約，這也迫使小聯盟的野牛隊必須到別的地方比賽。在球員聯盟解散後，小聯盟的野牛隊接管了奧林匹克公園的使用權。至於現今的藍鳥隊3A球隊水牛城野牛則不承認球員聯盟時期野牛隊的任何記錄。

## 美國國家棒球名人堂球員
| 水牛城野牛名人堂球員 | 水牛城野牛名人堂球員 | 水牛城野牛名人堂球員 | 水牛城野牛名人堂球員 |
| 球員名字             | 守備位置             | 效力期間             | 入選年度             |
| -------------------- | -------------------- | -------------------- | -------------------- |
| 康尼·馬克            | C/老闆               | 1890年               | 1937年               |
| 迪肯·懷特            | 3B/C                 | 1890年               | 2013年               |

## 外部連結
- The 1890 Bisons （页面存档备份，存于） at Baseball Reference